# رستم وسکانیان
رُستُم وُسکانیان (ارمنی: Ռոստոմ Ոսկանյան؛ زاده ۱۹۳۲ در تبریز - درگذشته 	۱۱ اوت ۲۰۱۳ در ایالات متحده آمریکا) معمار ارمنی‌تبار اهل ایران بود.

## زندگی‌نامه
رستم وسکانیان در ۱۹۳۲  میلادی (۱۳۱۱ خورشیدی) در تبریز به دنیا آمد. وی در دبیرستان البرز به تحصیل پرداخت و به عنوان دانشجوی ممتاز موفق به دریافت درجهٔ لیسانس از دانشگاه تهران گشت. پس از گرفتن بورس تحصیلی چهار ساله برای تحصیل در دانشگاه هنرهای زیبا (en:Université des Beaux Arts) پاریس عازم فرانسه شد. وسکانیان در سال ۱۹۶۴ (۱۳۴۳) با درجه فوق لیسانس از آنجا فارغ‌التحصیل گردید و از سال ۱۹۸۶–۱۹۶۴ (۱۳۶۵–۱۳۴۳) به عنوان استادیار و مدیر گروه در دانشکدهٔ هنرهای زیبای دانشگاه تهران به تدریس پرداخت. وسکانیان جوایزی نیز همچون بورس تحصیلی در دانشگاه پاریس و همچنین جایزهٔ اول Cite University از دانشگاه پاریس را دریافت نمود و برندهٔ مدال طلایی دوربین‌ها دوسالانهٔ تهران در سال ۱۹۵۷ (۱۳۳۶) گشت.
وسکانیان در عین حال در سال ۱۹۷۰ (۱۳۴۹) دیپلم فارغ‌التحصیلی معماری را از دانشگاه گراتس-اتریش Graz-Austria دریافت نمود و در تمام این سال‌ها در کنار تحصیل و کار به عنوان معمار، به نقاشی نیز پرداخت و نمایشگاه‌هایی برپا نمود. از کارهای عمدهٔ معماری وی می‌توان به باشگاه فرهنگی و ورزشی آرارات در تهران با ظرفیت ده هزار نفر در سال ۱۹۷۸–۱۹۷۵ (۱۳۵۷–۱۳۵۴)، ساختمان زورخانهٔ تهران در سال ۱۳۶۲ ۱۹۸۳، باشگاه اجتماعات ارامنهٔ تهران در ۱۹۶۶ (۱۳۴۵)، نمازخانه (ماتور) (طرح و اجرا) در باشگاه آرارات در سال‌های ۱۹۸۷–۱۹۸۵ (۱۳۶۶–۱۳۶۴) در تهران و تعمیر کلیسای طاطاووس مقدس (قره کلیسا) در آذربایجان (چالدران)، همچنین ساختمان‌های خصوصی در ایران اشاره کرد.
او در فاصله سال‌های ۱۹۹۸–۱۹۵۱ (۱۳۷۷–۱۳۳۰) ده نمایشگاه نقاشی گروهی از دوسالانهٔ ونیز در گالری‌های تهران و کالیفرنیای آمریکا و پنج نمایشگاه انفرادی در گالری زروان (Zarvan) تهران، گورکی (Gourky) در نیویورک و نمایشگاه آثار تجسمی و نقاشی در گالری بی اف سی در لس آنجلس آمریکا B.F.C. Gallery Los Angeles در سال (۱۹۹۴ ۱۳۷۳) برپا کرده‌است. او در مراکز فرهنگی هنری مختلفی حضور چشمگیر و فعالی داشته‌است.
سبک نقاشی وی آبستره (انتزاعی) و مجسمه‌هایش نیز برگرفته از همین سبک هستند و تأثیر معماری در هنر نقاشی و نقش برجسته‌های او به‌وضوح دیده می‌شود. وی در آمریکا اقامت داشت.
وی در ۱۱ اوت ۲۰۱۳ (۲۰ مرداد ۱۳۹۲) در سن ۸۱ سالگی در گلندیل درگذشت.